# Efter kl. 16?
Efter kl. 16? er en dansk dokumentarfilm fra 1968 instrueret af Ebbe Larsen efter eget manuskript.

## Handling
Beskrivelse af ungdomsarbejde, som landet over udfolder sig på mangfoldige områder inden for De Danske Gymnastik- og Ungdomsforeninger.